# Siège de Gibraltar (1779-1783)
Pour les articles homonymes, voir Siège de Gibraltar.
Guerre d'indépendance des États-Unis
Batailles
Le siège de Gibraltar, qui dure pendant toute la guerre d'indépendance américaine, est une bataille opposant les forces du royaume de Grande-Bretagne, qui défendent Gibraltar, aux armées assiégeantes du royaume d'Espagne et du royaume de France. Il mobilise des moyens importants, notamment navals, mais l'opération se solde par un échec franco-espagnol, avec Gibraltar restant sous le contrôle des Britanniques.

## Les péripéties du siège

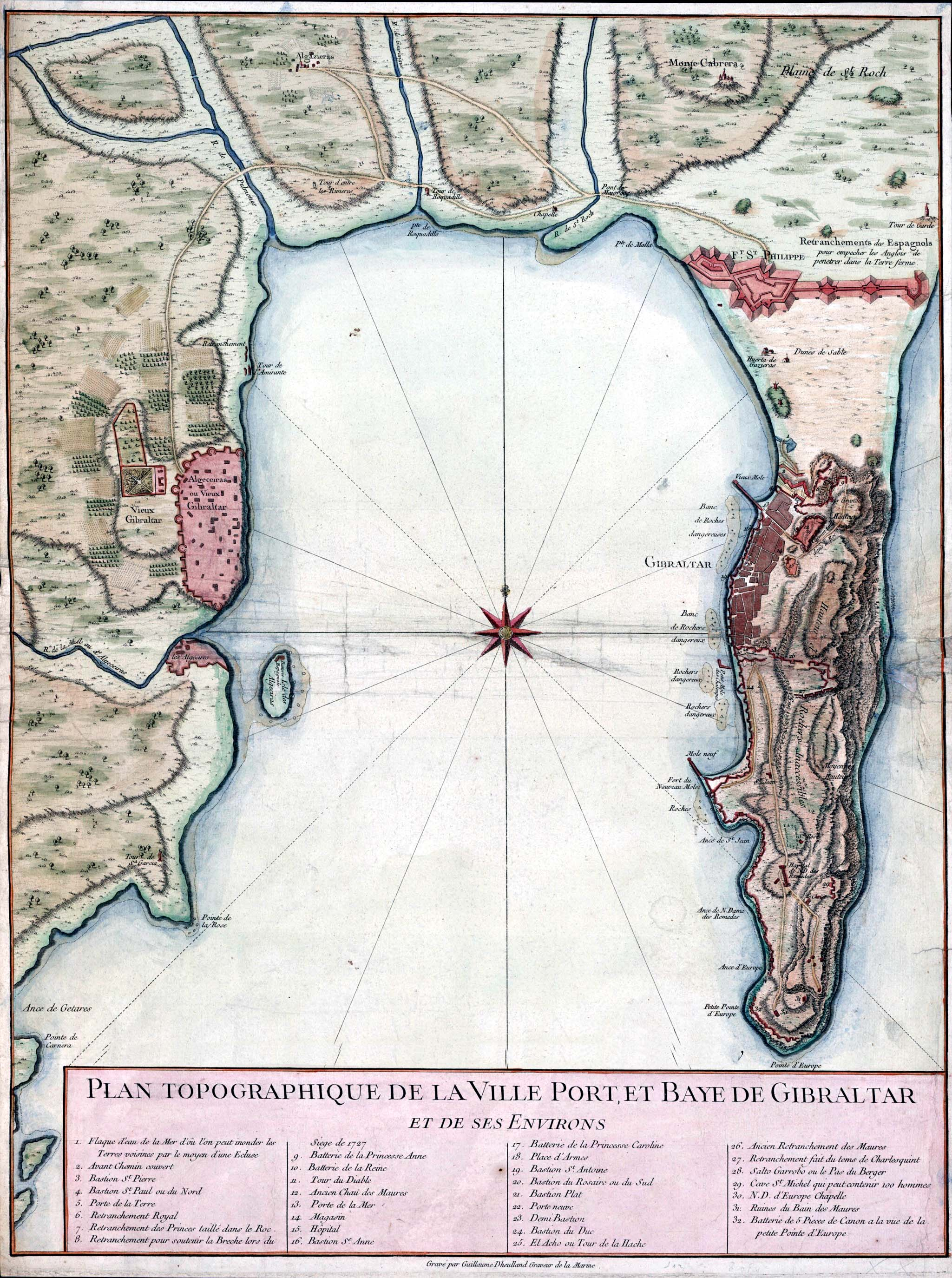
Carte de Gibraltar et de la baie d'Algésiras. Le siège du « Rocher » mobilise des moyens considérable côté espagnol comme français pendant trois ans (plan français de 1750).

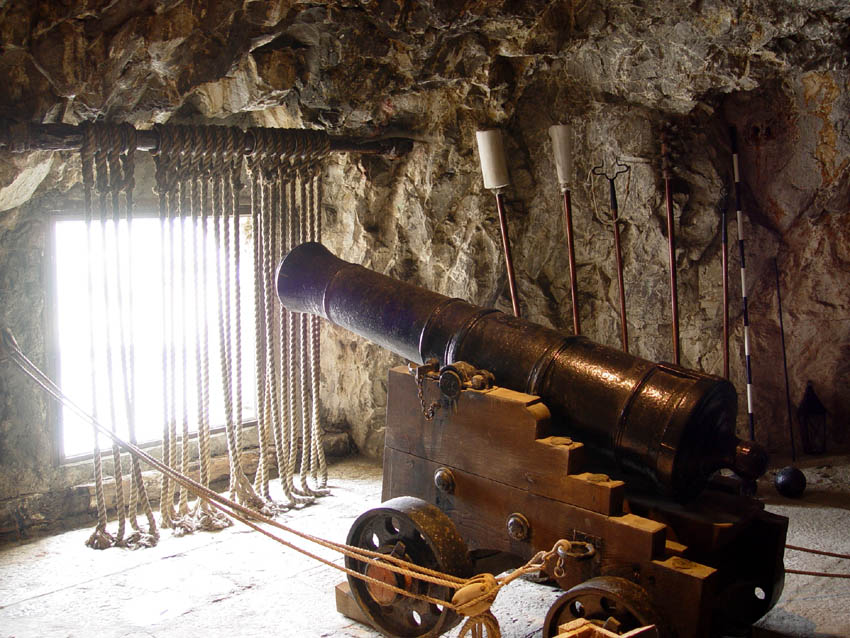
L'un des nombreux canons installés dans les galeries creusées dans le « Rocher » et ayant tiré à boulets rouges sur les assaillants.

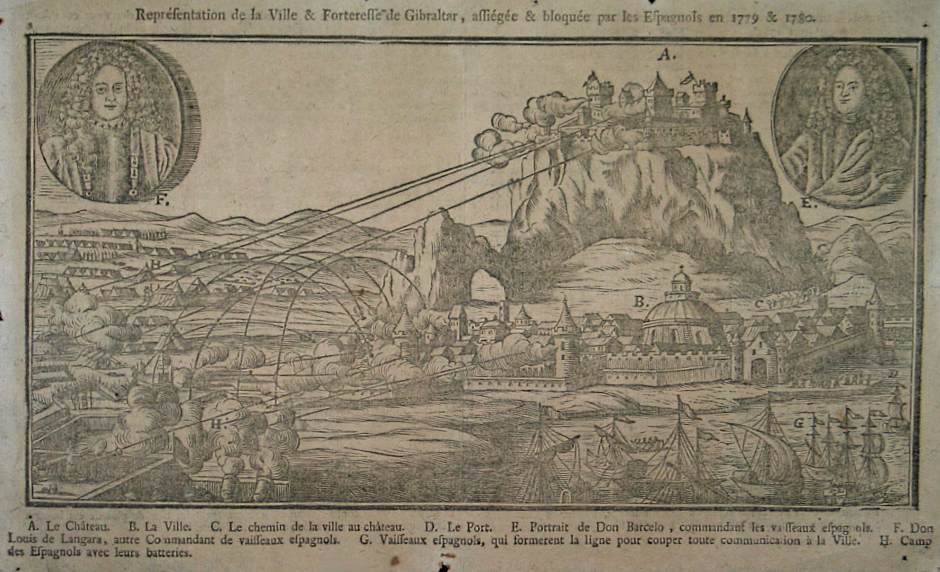
Représentation de la Ville & Forteresse de Gibraltar, assiégée et bloquée par les Espagnols en 1779 & 1780. En médaillon, portraits de Don de Langara (F) et Don Barcelo (E), commandants des vaisseaux espagnols.

En juin 1779, l'Espagne suivit la France dans son engagement aux côtés des Insurgents américains contre la couronne britannique. L’Espagne s'engageait cependant dans la guerre avec ses propres objectifs, qui n'étaient pas d'aider les révoltés américains (on craignait à Madrid un effet de contamination dans les colonies espagnoles d'Amérique), mais de récupérer des possessions perdues lors des conflits précédents, comme la Floride, Minorque et Gibraltar.
Dès le mois de juillet, les forces espagnoles renforcées d'un contingent français mettaient le siège devant la garnison britannique de Gibraltar, base navale stratégique à la jonction entre la Méditerranée et l'Atlantique et enlevée par la Royal Navy en 1704. C'était le début d'une entreprise qui allait mobiliser des moyens gigantesques. Les Français apportant leur soutien aux Espagnols au nom de l'alliance entre les deux familles de Bourbon qui régnaient à Versailles et à Madrid, et aussi pour des raisons stratégiques, cette base représentant une grave menace pour les intérêts français. Les défenseurs, sous la direction du baron George Elliott, durent faire face pendant trois ans à un blocus et un bombardement soutenu.
Pendant trois ans, on campe au pied de l'imposante forteresse avec 40 000 hommes sans qu'il soit possible de l'enlever lors d'un assaut direct. Les idées les plus farfelues courent les états-majors. Certains imaginent des hommes nageant sous l'eau « avec des pourpoints de cuir » ou « scafandres », d'autres proposent des bombes hydrauliques inondant Gibraltar, ou des bombes asphyxiantes lancées par des catapultes, et pour finir des mines emplies « d'un vinaigre qui dévore la pierre et la transforme en sable » pour dissoudre l'orgueilleux rocher.
Le temps passant, la responsabilité du siège finit par incomber peu à peu à la France, qui envisage finalement une opération navale de grande envergure. Sur la proposition de l'ingénieur Le Michaud d'Arçon, officier du génie, on se décide pour un assaut par la mer, en s'approchant au plus près aux moyens de prames, c'est-à-dire de bâtiments de transport à fond plat, transformés en batteries flottantes « insubmersibles et incombustibles », dont le blindage, fait de plaques de trois épaisseurs de chêne, serait lui-même protégé par des « sacs à laine », des peaux de bœuf et un circuit de pompage et de refroidissement.
Le 13 septembre 1782, les prames s'approchèrent du fort anglais, soutenues par les 48 vaisseaux de la flotte franco-espagnole de Guichen et Cordoba. Pour être plus sûr de la position de ses prames et de la justesse de ses calculs, d'Arçon s'était embarqué sur un frêle esquif exposé au feu de la place, afin de sonder lui-même en avant des fronts qu'on devait attaquer. Chaque prame portait 200 hommes et 40 canons de 24. Au courant de l'opération depuis longtemps, le général anglais George Augustus Eliott, gouverneur de la place avait eu le temps de s'organiser pour repousser l'attaque, d'autant qu'il savait que la coordination entre les officiers français et espagnols était mauvaise, chacun jalousant les autres.
On avait creusé côté anglais de nombreuses galeries dans le « rocher » que l'on avait pourvu d'une abondante artillerie. Lorsque les Franco-espagnols lancèrent l'attaque, une pluie de boulets rouges s'abattit sur les prames et ne tardèrent pas à percer les murailles de bois des batteries flottantes. Les abondantes réserves de poudre explosèrent les unes après les autres au milieu des cris des équipages. Une flottille de chaloupes canonnières vint achever le travail. La totalité des prames fut incendiée et coulée. Les explosions furent si violentes, que de l'autre côté de la baie, toutes les vitres d'Algésiras furent soufflées, comme en témoigne un jeune garde de marine, le chevalier de Cotignon, à bord d'un vaisseau du comte de Guichen : « Chaque prame avait de la poudre pour tirer pendant deux jours. Qu'on juge de l'explosion ! On vit dans l'instant des hommes, des bras, des têtes en l'air (…). On avait entendu de Cadix l'explosion de ces prames, quoiqu'à vingt lieues de distance, mais elle fut entendue de bien plus loin encore. La commotion fut si forte qu'il ne resta pas, tant à la ville de Gibraltar qu'à Algésiras, un seul carreau de vitre, et les habitants éprouvèrent comme un tremblement de terre. Quant à nous, nous en fûmes sourds pendant plusieurs jours. » L'échec était aussi spectaculaire que total (et sanglant).
Finalement, en février 1783, les Franco-espagnols levèrent le siège. George Augustus Eliott fut décoré de l'Ordre du Bain et fut créé 1er baron Heathfield de Gibraltar.

## La clé de la victoire: le ravitaillement du «Rocher» par laRoyal Navy

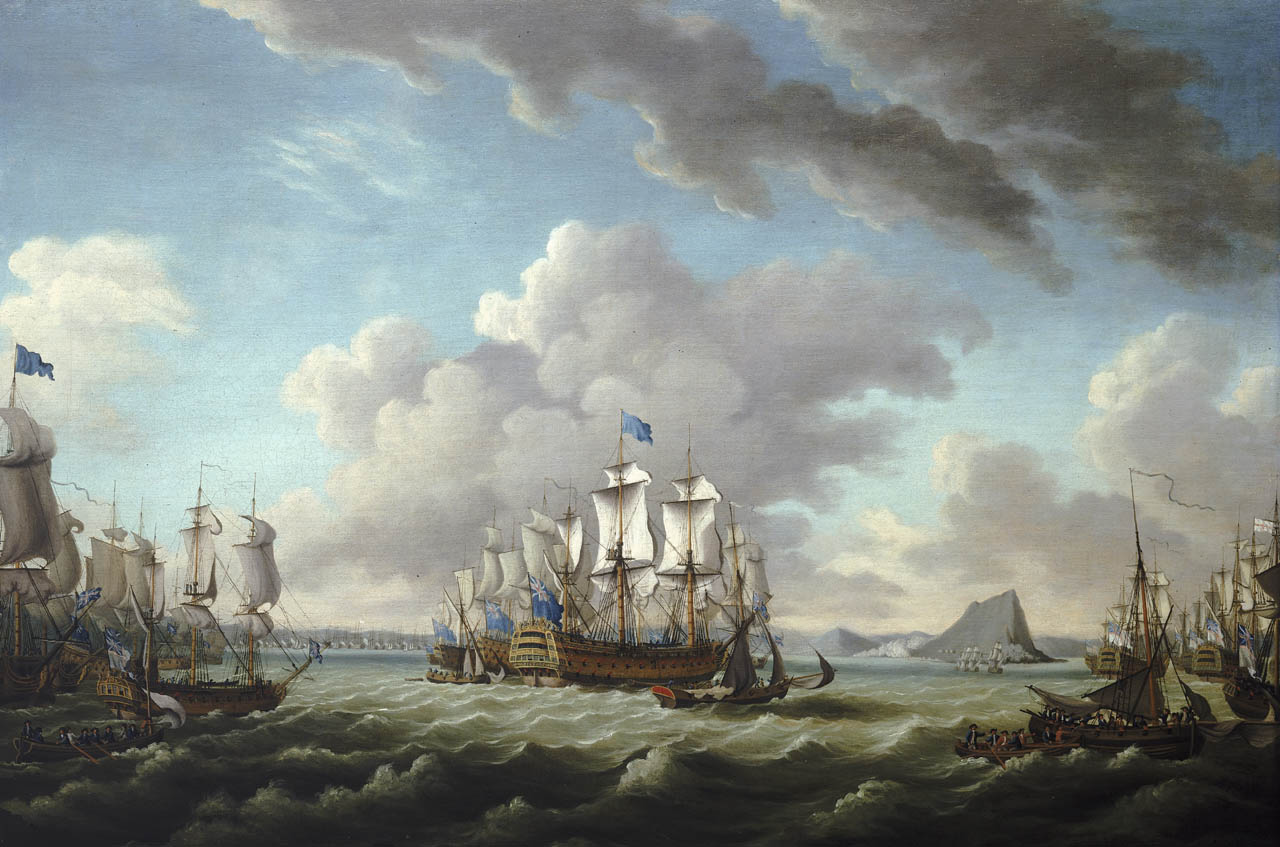
L'escadre de Howe arrive en vue de Gibraltar le 11 octobre 1782, avec 38 vaisseaux de guerre escortant un convoi de ravitaillement de 183 navires.

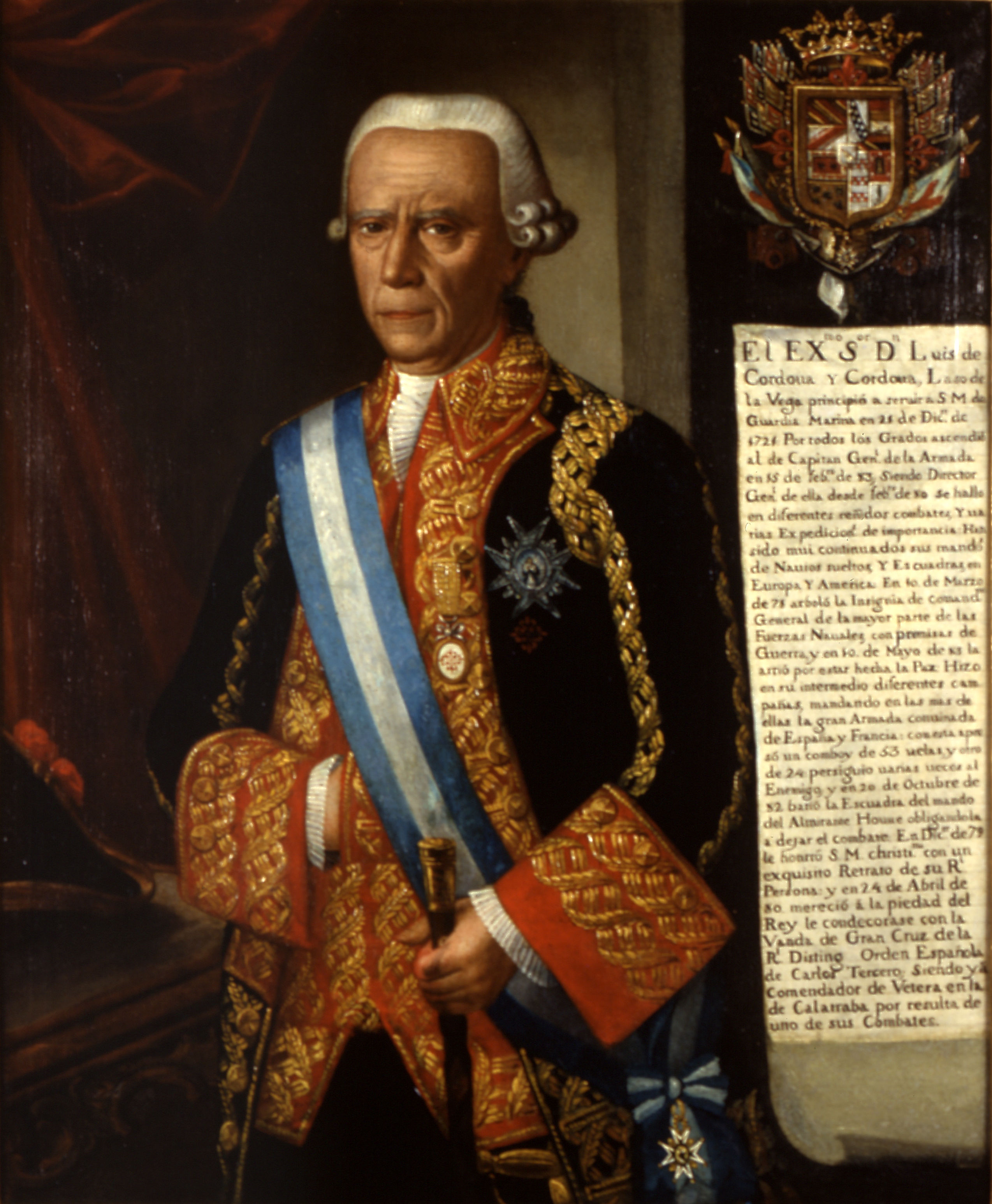
Les 48 vaisseaux de l'escadre franco-espagnole sont sous les ordres du vénérable Luis de Cordoba y Cordoba (76 ans), qui se montre absolument incapable d'intercepter les convois anglais de ravitaillement.

On peut s'étonner que les Anglais, isolés dans leur forteresse du « rocher » aient pu tenir aussi longtemps. En 1779, au tout début du siège, on pouvait trouver des explications mettant en cause le roi Mohammed III du Maroc fournissant du ravitaillement, comme l'atteste ce témoignage paru dans la revue francophone paraissant au Luxembourg Journal Littéraire et historique de septembre 1779 : 

« CADIX (le 30 juillet.) […] « Tout ce que l'on a pu apprendre de l'état des Anglais à Gibraltar, c'est que le général Elliot, gouverneur de cette place, fit publier le 6 juillet un édit pour autoriser tout navire de guerre & corsaire de sa nation à courir sur tous les bâtiments espagnols. On prétend aussi que la garnison se trouve en bon état de défense & que ce gouverneur parait fort tranquille & sans crainte, étant actuellement bien pourvu de tout ce qui est nécessaire pour soutenir un siège, ayant reçu d'ailleurs du Roi de Maroc les plus fortes assurances d'amitié , & de son attention à ne rien négliger pour fournir cette place de toutes sortes de provisions. Cependant plusieurs avis, qui paraissent venir de bonne source, parlent sur un autre ton & disent que sur la proposition faite à ce Monarque africain par ledit gouverneur de permettre l'exportation de l'orge & de la paille, ainsi que du bois pour des fascines, en cas qu'il se trouvât bloqué dans cette place, dont il avoit le commandement, il s'en était excusé… …à cause de la stérilité qui avait régné cette année dans son pays. De plus on ajoute qu'il a refusé des troupes d'artillerie & des ingénieurs que le ministère anglais lui a fait offrir pour la conquête des présides espagnols en Afrique, assurant qu'il ne troublerait jamais la bonne harmonie qui subsistait entre lui & le Roi d'Espagne. Le temps nous apprendra de quel côté est la vérité. »

Des « explications » qui ne tiennent pas, le roi du Maroc n'ayant pas les moyens naval de ravitailler une place aussi importante de l'autre côté du détroit même si des échanges locaux pouvaient avoir lieu. La réalité est beaucoup plus simple. C'est la Royal Navy seule qui maintient le lien avec l'extérieur. Dès le début du siège, elle fait passer des convois de ravitaillement escortés par ses escadres. Côté espagnol, on est parfaitement conscient du problème, car ce n'était pas le premier siège de Gibraltar depuis la saisie de la place par les Anglais en 1704. Au XVIIIe siècle, la flotte espagnole avait fait un considérable effort de reconstruction, ce qui lui permettait en théorie d'engager le siège par mer avec de bonnes chances de succès. En 1779, Madrid dispose de 64 vaisseaux dont 48 en état de prendre immédiatement la mer, sans compter les frégates, ce qui met la marine espagnole quasiment sur un pied d'égalité avec la marine française, en deuxième position derrière la Royal Navy. Le fait est qu'entre 1779 et 1783, l'essentiel des moyens de la marine espagnole fut consacré au blocus naval, soit plus de 30 vaisseaux, renforcés de 12 navires français. En 1782, on arrive au chiffre de 48 vaisseaux franco-espagnols mobilisés pour bloquer toute tentative de ravitaillement et soutenir l'attaque des batteries flottantes.
Côté anglais, une mobilisation aussi importante provoque la plus vive inquiétude, car la Royal Navy qui doit utiliser l'essentiel de ses moyens pour soutenir l'armée anglaise en Amérique du Nord et dans les Antilles n'est pas en mesure d'aligner autant de vaisseaux pour Gibraltar. Madrid en profite pour faire des ouvertures diplomatiques (dans le dos des Français) à Londres en proposant le retrait de l'Espagne de la guerre contre la restitution du « rocher »… mais Londres refuse. Grâce à la qualité de ses escadres et de ses officiers, la marine anglaise pense pouvoir tenir quoi qu'il arrive ; calcul qui va s'avérer justifié. L'expérience du siège va prouver que la flotte espagnole n'est pas à même d'inquiéter la Navy. Les vaisseaux espagnols, construits en bois de cèdre dans les chantiers de la Havane, sont très solides, mais beaucoup trop lourds, lents et peu manœuvrant, d'autant qu'ils ne sont pas doublés de cuivre contrairement à leurs homologues français ou anglais. Des « citadelles flottantes » portant souvent plus de 110, voire 120 canons, mais de plus faible calibre que ceux des Français et des Anglais et de moins bonne facture (ils s'enrayent souvent au bout d'une quarantaine de coups), sans parler des équipages à l'entraînement insuffisant et mal commandés.
Les résultats ne se font guère attendre. Tous les convois de ravitaillement escortés par la Royal Navy passent sans trop de mal, et l'amiral Rodney inflige même une cuisante défaite à la marine espagnole qui perd 7 vaisseaux capturés ou détruits (dont le vaisseau amiral de Juan de Lángara) à la bataille du Cap Saint-Vincent (appelée aussi « bataille du Clair de lune »), le 16 janvier 1780, au large des côtes portugaises. Madrid doit se tourner vers la France pour demander du renfort, au nom de l'alliance franco-espagnole. Louis XVI détache l'un de ses meilleurs vice-amiraux, le comte de Guichen qui accompagne la flotte espagnole dans son blocus inefficace avec 12 vaisseaux et ne fait qu'en partager l'impuissance, le commandement restant entre les mains de l'orgueilleux et hiératique don Luis de Córdova y Córdova (76 ans) sur son « mastodonte doré », la Santísima Trinidad… 
En 1782, Madrid demande même l'envoi de 40 vaisseaux français en renfort pour soutenir l'attaque des batteries flottantes en cours de préparation. Demande totalement irréaliste que rejette le roi et son ministre des affaires étrangères, le comte de Vergennes. À Versailles, on commence à se fatiguer de ce siège interminable où s'étale l'impuissance espagnole alors que le coût de ces engagements retombent sur la France. « Tout le poids de la guerre porte uniquement sur nous et l’Espagne semble n’y prendre part qu’à titre de spectatrice » gémissait Vergennes alors que la Marine française était engagée dans de lourdes opérations aux Antilles et en Méditerranée, d'ailleurs en partie au profit de l'Espagne, pour la reconquête de la Floride (mai 1781) et de Minorque. L'échec de l'attaque des batteries flottantes est couronné le 11 octobre 1782, par l'arrivée de l'escadre de Richard Howe, qui, avec 38 vaisseaux de ligne, réussit après un bref engagement au cap Spartel à faire passer son convoi de 183 navires de transport au nez et à la barbe des 48 vaisseaux franco-espagnol mobilisés devant la place… Le traité de Versailles de 1783 confirma la mainmise de l'Angleterre sur cette position stratégique à l'entrée de la Méditerranée. Gibraltar reste encore aujourd'hui sous pavillon britannique.

### Sources et bibliographie
- Référence:Biographie universelle ancienne et moderne : histoire par ordre alphabétique de la vie publique et privée de tous les hommes (Michaud), article « Arçon »
- Journal historique et littéraire, vol. 154, Luxembourg, F. Cavelier, 1er juillet 1779 (lire en ligne)

Ouvrages récents : 
- Étienne Taillemite, Dictionnaire des marins français, Paris, éditions Tallandier, mai 2002 (1re éd. 1982), 573 p. (ISBN 2-84734-008-4)
- Étienne Taillemite, Louis XVI ou le navigateur immobile, Paris, éditions Payot, coll. « Portraits intimes Payot », 15 mars 2002, 272 p. (ISBN 2-228-89562-8)
- Lucien Bély, Les Relations internationales en Europe (XVIIe – XVIIIe siècle), éditions PUF, 2007 (1re éd. 1992), 773 p. (ISBN 978-2-13-056294-8 et 2-13-056294-9)
- Jean-Christian Petitfils, Louis XVI, Paris, éditions Perrin, avril 2005, 1116 p. (ISBN 2-262-01484-1)
- Guy Le Moing, Les 600 plus grandes batailles navales de l'Histoire, Rennes, Marines Éditions, mai 2011, 620 p. (ISBN 978-2-35743-077-8)
- André Zysberg, Nouvelle histoire de la France moderne, t. 5 : La monarchie des Lumières, 1715-1786, Paris, Point Seuil, 2002, 552 p., poche (ISBN 978-2-02-019886-8)
- Michel Vergé-Franceschi (dir.), Dictionnaire d'Histoire maritime, Paris, éditions Robert Laffont, coll. « Bouquins », 2002, 1508 p. (ISBN 2-221-08751-8 et 2-221-09744-0)